# Цияб-Цилитли
Цияб-Цилитли (так же Ново-Цилитли) — село Гумбетовского района Дагестана в России. Входит в Цилитлинский сельсовет.

## Географическое положение
Село расположено одновременно на территории Бабаюртовского и Хасавюртовского районов (граница делит село на две части) в 27 км к северу от города Хасавюрт на канале Юзбаш.

## История
Образовано на месте кутана Туган-кутан на землях отгонного животноводства переселенцами из села Цилитли Гумбетовского района.

## Население
| 1959 | 2002 | 2010  | 2021 |
| ---- | ---- | ----- | ---- |
| 246  | ↗844 | ↗1052 | ↘811 |